# Carl-von-Ossietzky-Medaille

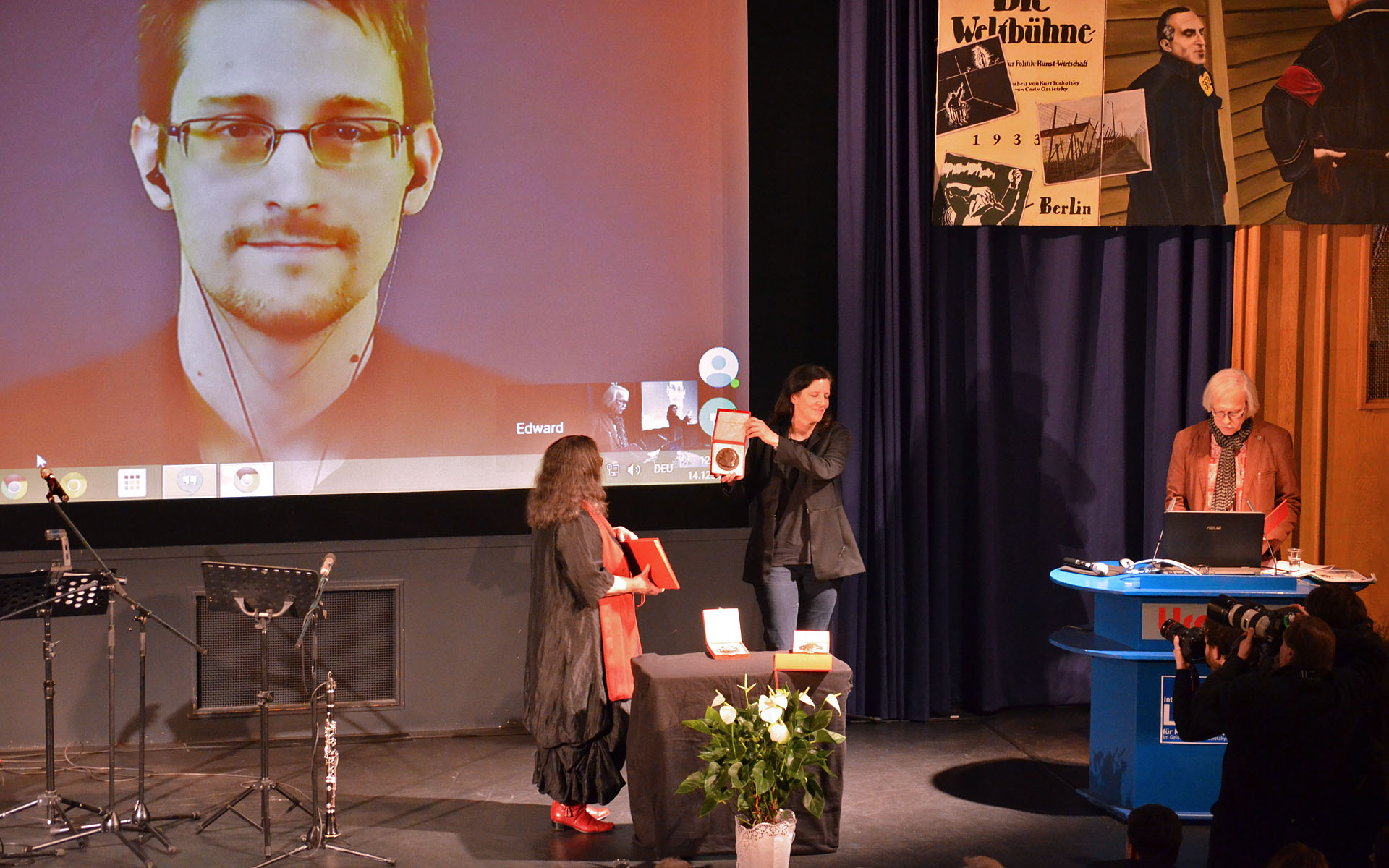
Verleihung der Carl-von-Ossietzky-Medaille 2014

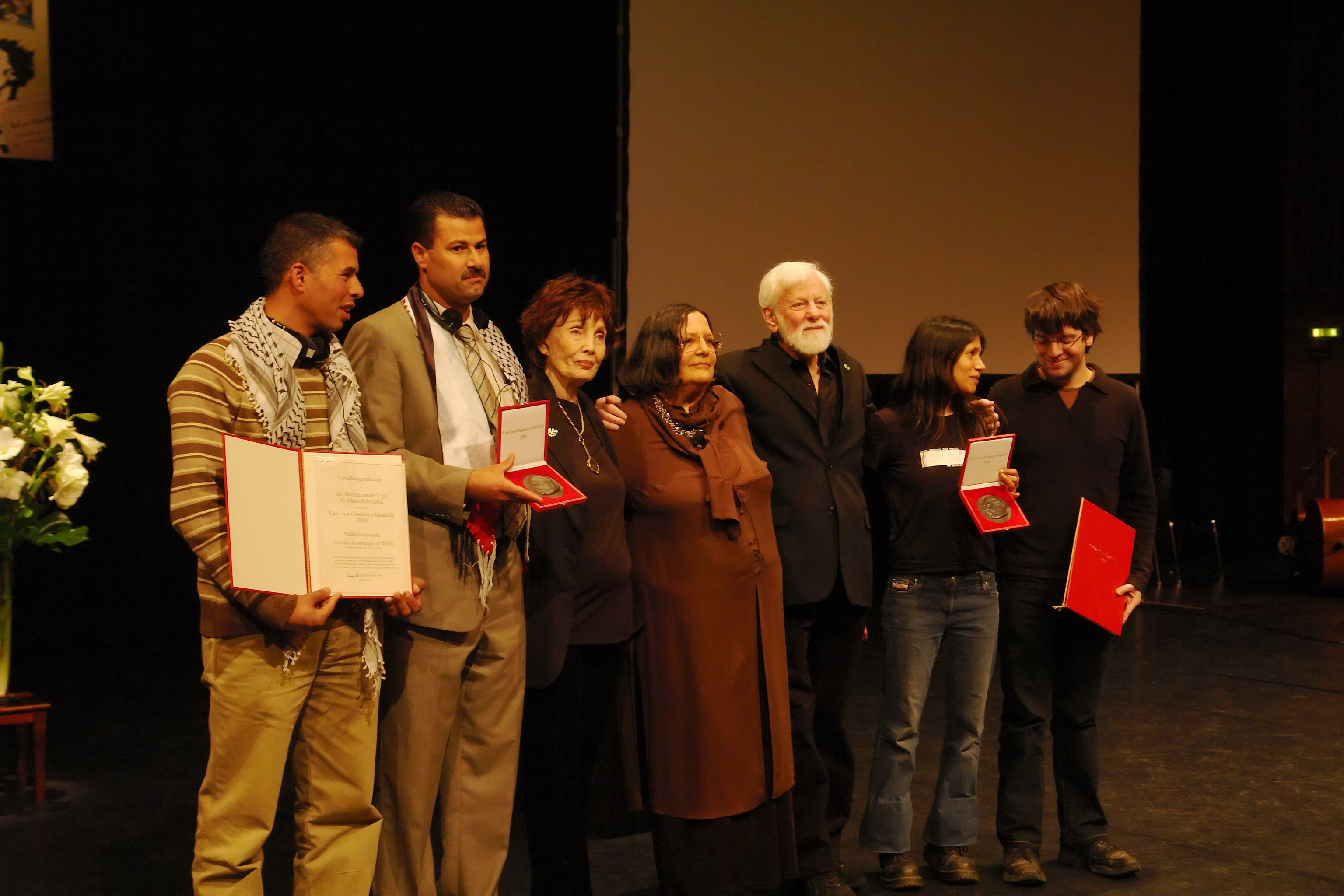
Verleihung der Carl-von-Ossietzky-Medaille 2008

Die Carl-von-Ossietzky-Medaille ist eine undotierte Auszeichnung, die vom Berliner Verein Internationale Liga für Menschenrechte vergeben wird. Mit ihr werden Personen und Initiativen ausgezeichnet, die sich nach Auffassung des Vereins in besonderer Art und Weise für die Verwirklichung der Menschenrechte eingesetzt haben.
Der Namensgeber der Medaille ist der Publizist, Pazifist, Menschenrechtsaktivist und Friedensnobelpreisträger Carl von Ossietzky, der Vorstandsmitglied der Deutschen Liga für Menschenrechte war und 1938 an den Folgen der Haft im nationalsozialistischen Konzentrationslager starb.

## Geschichte
Der Verein fühlt sich dem „unkorrumpierbaren Geist und seinem Einsatz für Frieden und Menschenrechte“ von Carl von Ossietzky verpflichtet. Ossietzky, Publizist zur Zeit der Weimarer Republik und Herausgeber der Zeitschrift Die Weltbühne war seit 1920 Mitglied der Deutschen Liga für Menschenrechte und bis 1933 ihr Vorsitzender. Als verantwortlicher Redakteur wurde er 1931 für einen Artikel, der die geheime Aufrüstung der Reichswehr enthüllte, im spektakulären Weltbühne-Prozess wegen „Verrats militärischer Geheimnisse“ zu 18 Monaten Gefängnis verurteilt.
Seit 1962 verleiht die Internationale Liga für Menschenrechte jährlich die Carl-von-Ossietzky-Medaille an Personen und Gruppen, die sich ihrer Ansicht nach um die Verteidigung der Menschenrechte besonders verdient gemacht haben. Erster Preisträger der Medaille sollte infolge der Spiegel-Affäre der Spiegel-Herausgeber Rudolf Augstein werden. Dieser lehnte die Ehrung „weil auf Missverständnissen beruhend“ jedoch ab. 1972 war Kurt Grossmann Kandidat für die Carl-von-Ossietzky-Medaille, verstarb aber vor dem Verleihungstermin.
2010 konnte erstmals keine Medaille übergeben werden, da der Preisträger Mordechai Vanunu nicht aus Israel ausreisen durfte und er den Wunsch hat, den Preis persönlich entgegenzunehmen.
Träger der Carl-von-Ossietzky-Medaille sind nach § 2 (c) der Vereinssatzung Ehrenmitglieder der Internationalen Liga für Menschenrechte mit allen Rechten eines ordentlichen Mitglieds.
Die Medaille ist nicht identisch mit der 1963–70 verliehenen Carl-von-Ossietzky-Medaille des Friedensrats der DDR und hat auch nichts mit dem Carl-von-Ossietzky-Preis für Zeitgeschichte und Politik der Stadt Oldenburg zu tun.

## Preisträger
- 1962: Otto Lehmann-Rußbüldt
- 1963: Rudolf Küstermeier
- 1964: Joseph Wulf
- 1965: Heinrich Grüber
- 1966: Fritz von Unruh
- 1967: Günter Grass
- 1968: Kai Hermann
- 1969: Robert M. W. Kempner
- 1970: Walter Fabian
- 1971: Walter Schulze für den Internationalen Arbeitskreis Sonnenberg
- 1972: Carola Stern – Amnesty International
- 1973: Helmut Gollwitzer
- 1974: Heinrich Böll
- 1975: Heinrich Albertz
- 1976: Betty Williams, Mairead Corrigan, Ciaran McKeown für Peace People, Irland
- 1977: Willi Bleicher, Helmut Simon
- 1978: Rudolf Bahro
- 1979: Fritz Eberhard, Axel Eggebrecht
- 1980: Ingeborg Drewitz
- 1981: Gert Bastian
- 1982: William Borm
- 1983: Heinz Brandt, Martin Niemöller
- 1984: Günter Wallraff
- 1985: Lea Rosh
- 1986: Erich Fried
- 1987: Eberhard Carl, Eckart Rottka, Imme Storsberg – Richter und Staatsanwälte für den Frieden
- 1988: Klaus Bednarz
- 1989: Antje Vollmer, Friedrich Schorlemmer
- 1990: Konrad Weiß
- 1991: Liselotte Funcke
- 1992: Wolfgang Richter, Thomas Euting, Dietmar Schumann, Thomas Höper, Jürgen Podzkiewitz, Jochen Schmidt – ZDF-Redaktion Kennzeichen D
- 1993: Aziz Nesin, Karl Finke
- 1994: Volker Ludwig und das Grips-Theater Berlin
- 1995: Jacob Finci für La Benevolencija; Hans Koschnick
- 1996: Die Samstags-Frauen von Istanbul
- 1997: Hannes Heer für das Team der Ausstellung Vernichtungskrieg. Verbrechen der Wehrmacht 1941 bis 1944
- 1998: Madjiguène Cissé und Les Collectifs des SANS-PAPIERS
- 1999: Simin Behbahani und Monireh Baradaran
- 2000: Brandenburger Flüchtlingsinitiative, Verein Opferperspektive und Tagesspiegel-Redakteur Frank Jansen
- 2001: Ökumenische Bundesarbeitsgemeinschaft Asyl in der Kirche
- 2002: Eberhard Radczuweit und Marina Schubarth für ihre Arbeit bei KONTAKTE-KOHTAKTbI e. V., Verein für Kontakte zu Ländern der ehemaligen Sowjetunion
- 2003: Die Publizistin Gerit von Leitner und die Bürgerinitiative FREIe HEIDe
- 2004: Percy MacLean, Esther Béjarano, Peter Gingold, Martin Löwenberg
- 2005: Mechthild Niesen-Bolm und Inge Wannagat und das Freizeit- und Beratungszentrum Die Arche – Christliches Kinder- und Jugendwerk in Berlin
- 2006: Rechtsanwalt Bernhard Docke und Bundeswehrmajor Florian Pfaff
- 2007: Legal Team/Anwaltsnotdienst der G8-Proteste von Heiligendamm (gemeinsam organisiert vom Republikanischen Anwältinnen- und Anwälteverein, sowie den regionalen Strafverteidigervereinigungen und Ermittlungsausschüssen)
- 2008: Das palästinensische Bürgerkomitee des Dorfes Bil'in und die Anarchisten gegen die Mauer[6]
- 2009: Mouctar Bah[7] und 
Stefan Schmidt, Kapitän der Cap Anamur[8]
- 2010: Mordechai Vanunu[9]
- 2011: keine Verleihung
- 2012: Peter Lilienthal[10]
- 2013: keine Verleihung
- 2014: Edward Snowden, Laura Poitras und Glenn Greenwald
- 2015: keine Verleihung
- 2016: SOS Méditerranée und Kai Wiedenhöfer
- 2018: Leyla Îmret und Ottmar Miles-Paul
- 2020: Otfried Nassauer